# House Select Committee on Assassinations

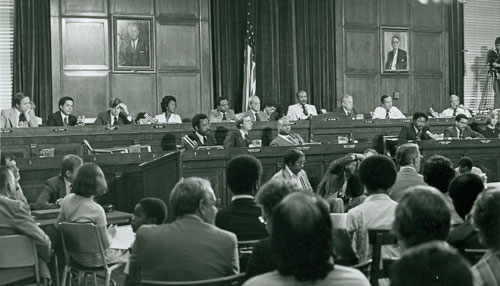
Renunió del Comitè electe de la Cambra de Representants sobre els assassinats

El House Select Committee on Assassinations, o HSCA (nom complet en anglès U.S. House of Representatives Select Committee on Assassinations), en català Comitè electe de la Cambra de Representants dels Estats Units sobre els assassinats, és una comissió d'investigació creada per la Cambra de Representants dels Estats Units el 1976 per investigar sobre l'assassinat de John F. Kennedy i el de Martin Luther King. L'HSCA investigà fins al 1978 i remeté el seu informe el 1979
Pel que fa a l'assassinat del president Kennedy, l'HSCA confirmà allò essencial de les conclusions tècniques de la Comissió Warren, però conclogué que el president havia estat mort, versemblantment, com a conseqüència d'una conspiració, en el curs de la qual es dispararen quatre trets: tres per part d'Oswald, que mataren el president, i un quart tret que venia de la part de davant del president, però que fallà el seu objectiu.
Pel que fa a l'assassinat del dr. Martin Luther King, l'HSCA conclogué que l'assassí era James Earl Ray, però que sens dubte hi havia hagut conspiració.

## Creació
Molts fets expliquen la creació de l'HSCA:
- una opinió pública que cada cop pressionava més per reexaminar les conclusions de la Comissió Warren en el marc de l'assassinat del president Kennedy, especialment després que el film de Zapruder hagués estat mostrat a la televisió nord-americana el 1975, mostrant notablement el cèlebre moviment cap enrere del president, després del tret al cap.
- Les conclusions d'una comissió d'investigació senatorial de 1975, anomenada  Comitè Church, pel nom del seu president, el senador Frank Church, que havia mostrat la implicació de la CIA en una sèrie d'operacions com ara les temptatives o l'assassinat de Patrice Lumumba, Fidel Castro, Rafael Trujillo o els germans Diem al Vietnam, o bé operacions de desestabilització del règims.

Thomas Downing, un congressista que creia en la conspiració, fou nomenat president de l'HSCA i designà Richard Sprague, primer ajudant del fiscal de districte de Filadèlfia, conseller en cap. Sprague reuní ràpidament un equip de 170 juristes i sotmeté a votació, el 8 de desembre de 1976, un pressupost de 6.5 milions de dòlars.
Hi hagué resistències, vista la importància del pressupost presentat i Sprague començà a patir atacs relatius a certs afers que havia tractat.
Després d'un any d'immobilisme i de lluites intestines, Louis Stokes, un representant d'Ohio, esdevingué el nou president de l'HSCA. Richard Sprague accepta de dimitir per ser reemplaçat per Robert Blakey, el 29 de març de 1978, i l'HSCA pogué començar els seus treballs.
Diferents grups d'experts, mèdics, fotogràfics, balístics, acústics, etc., treballaren sobre els elements en possessió de l'HSCA, mentre que els testimonis, (alguns dels quals ja havien estat escoltats per la Comissió Warren), eren escoltats.
En definitiva, l'HSCA costà 5.5 milions de dòlars i utilitzà els serveis de 250 persones.

## Les conclusions
En el seu informe, remès el març de 1979, l'HSCA conclogué que:
- Lee Harvey Oswald va disparar tres cops contra el president. El segon i el tercer tret el van tocar i el tercer el va matar.
- el segon tret d'Oswald va ser el responsable de les ferides no fatals del president i del conjunt de ferides del governador Connally (validava així la teoria de la bala única, especialment pel fet de l'anàlisi per activació neutrònica[1]).
- Les proves acústiques mostren, amb una gran probabilitat, que dues persones van disparr sobre el president Kennedy. L'HSCA no va poder identificar el segon tirador. Aquestes proves acústiques es basen en un enregistrament de dictabelt[2] de la policia de Dallas, que contenen quatre impulsions sonores que corresponen a quatre trets disparats.
- Es van disparar quatre trets contra la limusina del president, un dels quals, el tercer, el del monticle d'herba, va fallar l'objectiu.
- Oswald va matar J.D. Tippit i també intentà matar el general Edwin Walker.

L'HSCA estima, doncs, que el president Kennedy va ser assassinat com a resultat d'una conspiració.
Els membres d'aquesta probable conspiració no estan identificats. Amb tot i això, l'HSCA estima que ni el govern soviètic ni el govern cubà ni el Servei Secret ni l'FBI ni la CIA no estan implicats en l'assassinat. Estima, d'altra banda, que ni el crim organitzat o els moviments anti-castristes no estan implicats, però que les proves disponibles no permeten pas excloure la participació individual de llurs membres en la conspiració.
El departament de Justícia, l'FBI, la CIA i la Comissió Warren foren criticats per la poca qualitat de les investigacions encomanades i per la forma com havien informat la Comissió Warren, i el Servei Secret fou criticat per la protecció del President.

## Conseqüències
Les conclusions de l'HSCA relatives a l'existència d'una conspiració foren ràpidament posades en qüestió.
En efecte, l'única base per arribar a aquesta conclusió havia estat l'anàlisi d'un enregistrament que suposadament havia capturat impulsions sonores a través del micròfon d'una moto de policia situada a Dealey Plaza durant l'assassinat (el micròfon s'havia quedat obert per error).
Certament, dos elements vingueren a contradir aquesta conclusió:
- un investigador independent s'adonà que sobre la banda analitzada s'hi havia enregistrat, en el moment de les impulsions sonores que suposadament eren trets, les transmissions d'un altre canal de la policia (les transmissions d'un canal es podien sentir, de manera feble, a l'altre canal). Certament, l'enregistrament en qüestió és sobre una intervenció de la qual se sap que va tenir lloc després de l'assassinat i no pas durant.

- l'oficial de policia el micro del qual, suposadament, havia estat enregistrant els sons, va seguir, amb la sirena udolant, el cotxe del president que corria cap a Parkland, la qual cosa no es correspon pas amb allò que el dictabelt va enregistrar, que és el soroll d'una moto el motor de la qual gira al ralentí (això ha permès suposar que el micròfon que havia efectuat l'enregistrament es trobava, potser sobre una moto que esperava l'arribada del president a Trade Mart).